# Alois Eliáš
Alois Eliáš (Praga, 29 de septiembre de 1890-Campo de tiro de Kobylisy, Praga, fusilado el 19 de junio de 1942) fue un militar checoslovaco y primer ministro del Protectorado de Bohemia y Moravia durante la Segunda Guerra Mundial. Fue el único primer ministro europeo ejecutado por los nazis por sus actividades de resistencia.

## Ministro
Fue ministro de Transporte en el gabinete presidido por Rudolf Beran durante la Segunda República Checoslovaca y en febrero de 1939 abogó en vano por la disolución del Gobierno autónomo eslovaco de Jozef Tiso.

## Al frente del Gobierno y muerte
Tras la proclamación del Protectorado, el presidente Hácha pensó en reemplazar el gobierno de la república. La popularidad de Eliáš, amigo del presidente Emil Hácha y que había combatido en la Legión Checoslovaca en Francia durante la Primera Guerra Mundial, le convertía en un candidato con apoyo ciudadano, desde el punto de vista del presidente. El 27 de mayo de 1939, se lo nombró para el puesto. Eliáš aceptó con la convicción de que podría ayudar al país desde su nueva posición.
Durante su Gobierno, se dio apoyo encubierto a la resistencia checa. El Gobierno checoslovaco mantenía una posición ambigua: tenía contactos con el Gobierno checoslovaco en el exilio al tiempo que colaboraba en la administración del país ocupado por los alemanes.
El 27 de septiembre de 1941, una semana después de que el Obergruppenführer Reinhard Heydrich fuese nombrado protector, los alemanes le detuvieron utilizando las pruebas que tenían de los contactos entre el Gobierno del Protectorado y el Gobierno exiliado en Londres y fue condenado a muerte. Los alemanes lo ajusticiaron tras el asesinato de Heydrich el 27 de mayo de 1942, como parte de las amplias represalias por la muerte del Reichsprotektor.
Eliáš recibió un funeral de Estado con todos los honores el 27 de mayo de 2006, siendo enterrado en el cementerio Vítkov de Praga.